# ピロン (化学)
ピロン（Pyrone）は酸素を含む複素環化合物。ピラノン（Pyranone）ともいい、ピランの飽和炭素原子がカルボニルになった形に当たり、2-ピロンと4-ピロンの2つの位置異性体がある。
2-ピロンはラクトンであり、これを含む縮環構造としてはクマリン環がある。
4-ピロン構造はマルトール、コウジ酸などの天然物にある。またこれを含む縮環構造としてはクロモン環がある。

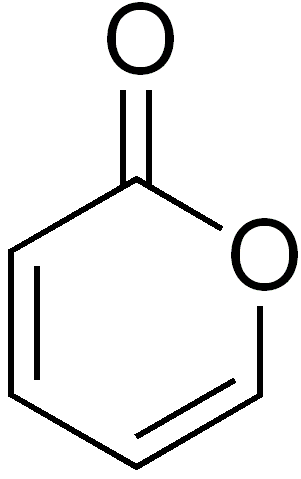
2-ピロン
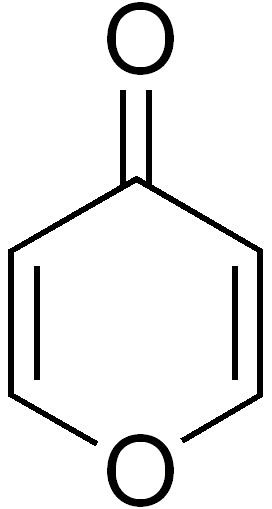
4-ピロン